# Jordi Gens
Jordi Gens Barbera est un joueur espagnol de volley-ball né le 21 juillet 1978 à El Morell (province de Tarragone). Il mesure 1,87 m et joue passeur. Il totalise 140 sélections en équipe d'Espagne.

## Clubs
| Club                  | De        | À         |
| --------------------- | --------- | --------- |
| SPiSP Tarragone       | 1997-1998 | 1999-2000 |
| PTV Málaga            | 2000-2001 | 2000-2001 |
| Nice Volley-Ball      | 2001-2002 | 2003-2004 |
| Arona Tenerife        | 2004-2005 | 2004-2005 |
| PAOK Salonique        | 2005-2006 | 2005-2006 |
| AEK Athènes           | 2006-2007 | 2007-2008 |
| Panathinaikos Athènes | 2010-2011 | 2010-2011 |
| Matin Varamin         | 2011-2012 | 2012-2013 |
| AEK Athènes           | sep 2013  | déc 2013  |
| Rennes Volley 35      | jan 2014  | ...       |

## Palmarès
- Championnat d'Iran
  - Finaliste : 2013
- Coupe d'Espagne
  - Finaliste : 2001
- Supercoupe d'Espagne (1)
  - Vainqueur : 2005